# Marathon Petroleum
Marathon Petroleum Corporation er et amerikansk olieselskab. De driver olieraffinaderier, markedsfører og transporterer olie og benzin. De har hovedkvarter i Findlay, Ohio. Det var et datterselskab til Marathon Oil, indtil at der i 2011 blev foretaget et virksomheds-spin-off.
Marathon Petroleum har 16 olieraffinaderier med en kapacitet på over 3 mio. tønder. De har 6.900 uafhængigt ejede tankstationer og 1.100 direkte ejede tankstationer.